# Neanotis latifolia
Neanotis latifolia là một loài thực vật có hoa trong họ Thiến thảo. Loài này được Deb & R.M.Dutta mô tả khoa học đầu tiên năm 1990.